# Titularerzbistum Tyana
Tyana (ital.: Tiana) ist ein Titularerzbistum der römisch-katholischen Kirche. Es geht zurück auf ein untergegangenes Bistum der Stadt Tyana in Kappadokien in der heutigen Türkei.
| Titularerzbischöfe von Tyana |                                    |                                                  |                    |                    |
| Nr.                          | Name                               | Amt                                              | von                | bis                |
| 1                            | Giuseppe de Carolis                | Bischof von Aquino und Pontecorvo (Italien)      | 13. Juli 1725      | 5. Januar 1742     |
| 2                            | Simone Gritti                      | emeritierter Bischof von Acquapendente (Italien) | 2. Dezember 1743   | 16. September 1761 |
| 3                            | Carlo Bellisomi                    | Apostolischer Nuntius                            | 11. September 1775 | 22. September 1795 |
| 4                            | Giuseppe Maria Vespignani          | Koadjutorbischof von Orvieto (Italien)           | 23. Juni 1834      | 24. Januar 1842    |
| 5                            | Lorenzo Barili                     | Apostolischer Nuntius in Spanien                 | 3. August 1857     | 13. März 1868      |
| 6                            | Antonio Giuseppe Pluym             | emeritierter Bischof von Nicopoli (Bulgarien)    | 1. März 1870       |                    |
| 7                            | Alessandro Sanminiatelli Zabarella |                                                  | 31. Juli 1874      | 22. Juni 1899      |
| 8                            | Amilcare Tonietti                  | emeritierter Bischof von Montalcino (Italien)    | 2. September 1899  | 22. März 1927      |
| 9                            | Paschal Robinson OFM               | Apostolischer Nuntius in Irland                  | 24. Mai 1927       | 27. August 1948    |
| 10                           | Pietro Doimo Munzani               | emeritierter Erzbischof von Zadar (Kroatien)     | 11. Dezember 1948  | 28. Januar 1951    |
| 11                           | Bernard Jan Alfrink                | Koadjutorerzbischof von Utrecht (Niederlande)    | 28. Mai 1951       | 31. Oktober 1955   |
| 12                           | Primo Principi                     | Kurienerzbischof                                 | 8. Mai 1956        | 3. August 1975     |